# Holocephali
In zoologia gli Olocefali (Holocephali) sono una sottoclasse di pesci cartilaginei, imparentati con gli squali, viventi negli abissi marini, che, in alcuni casi, hanno perso la pinna dorsale nel corso dell'evoluzione.
Sono pesci cartilaginei provvisti di pelle nuda. Hanno quattro fessure branchiali nascoste da una piega della pelle (l'opercolo). La bocca è in posizione subterminale. La coda termina, di solito, con un lungo filamento.

## Classificazione tassonomica

### Holocephali
- Superordine Holocephalimorpha
  - Ordine Chimaeriformes
    - Sottordine Chimaeroidei
      - Famiglia Callorhinchidae
        - Genere Callorhinchus

      - Famiglia Chimaeridae
        - Genere Chimaera
          - Specie Chimaera monstrosa, Callorhynchus antarcticus

        - Genere Hydrolagus

      - Famiglia Rhinochimaeridae
        - Genere Harriotta
        - Genere Neoharriotta
        - Genere Rhinochimaera

## Specie delle acque italiane
Nei mari italiani è presente il genere Chimaera con la specie Chimaera monstrosa Linnaeus, 1758.